# حباك القصب
حباك القصب (الاسم العلمي: Ploceus castanops) نوع من الطيور الصغيرة من فصيلة الحباك، متوطن في بوروندي، جمهورية الكونغو الديمقراطية، كينيا، رواندا، تنزانيا وأوغندا.